# HMS Egret (L75)
«Ігрет» (англ. HMS Egret (L75) — військовий корабель, шлюп, головний у своєму типі, Королівського військово-морського флоту Великої Британії за часів Другої світової війни.

## Історія створення
Шлюп «Ігрет» був закладений 21 вересня 1937 року на верфі компанії J. Samuel White на острові Коуз. 31 травня 1938 року він був спущений на воду, а 10 листопада 1938 року переданий до Королівських ВМС Великої Британії.

## Історія служби
На початку Другої світової війни «Ігрет» знаходився в Лоренсу-Маркіш у Східній Африці. Ненадовго шлюп залучали до полювання на рейдери в Індійському океані, перш ніж через Суец і Гібралтар корабель повернувся до Великої Британії. У 1940 році «Ігрет» базувався в Росайті, діючи у складі ескортних сил, які супроводжували конвої поздовж східного узбережжя в Північному морі, і залишався тут під час Норвезької кампанії. У грудні був переведений до Командування Західних підходів і базувався в Лондондеррі для супроводу конвоїв SL/OS до та з Фрітауна в Західній Африці.
У червні 1941 року «Ігрет» був у доці, проводячи модернізацію. У січні 1942 року він супроводжував конвой SL 97, коли він був атакований німецькою авіацією та групою підводних човнів. Конвой був посилений Гібралтарським ударним угрупованням, групою протичовнової підтримки, і німецький човен U-93 було знищено без втрат з боку конвою.
З жовтня «Ігрет» брав участь в підготовці та проведенні операції «Смолоскип», висадці союзників у французькій Північній Африці. У грудні шлюп супроводжував конвой MKF 4 з Гібралтару, коли вони перехопили проривач блокади «Германія», який був затоплений власною командою, щоб уникнути захоплення.
У 1943 році «Ігрет» охороняв конвої до Північної Африки та з неї.
27 серпня 1943 року 40-ва група підтримки, що складалася з «Ігрета» разом із шлюпом «Пелікан» і фрегатами «Джед», «Ротер», «Спей» і «Евенлод», діяла в Біскайській затоці, забезпечуючи прикриття конвоям з Північної Африки. Групу атакувала ескадрилья II./KG 100 з 18 Dornier Do 217, що несли радіокеровані планеруючі бомби Hs293 A-1. Один з двох прикриваючих есмінців, «Атабаскан», був сильно пошкоджений, а «Ігрет» було потоплено, при цьому загинуло 194 члени екіпажу. У той час на борту було чотири спеціалісти з електроніки Y-Service Королівських повітряних сил, усі вони також загинули під час атаки. Інший есмінець, «Гренвілль», також був атакований Do 217, але вижив завдяки тому, що зміг увернутися від планеруючої бомби.
Затоплення «Ігрета» призвело на якісь час до призупинення союзниками протичовнового патрулювання у Біскайській затоці.
«Ігрет» був першим кораблем у військово-морській історії, який коли-небудь був потоплений керованою ракетою.